# Wolfdietrich Schnurre
Wolfdietrich Schnurre (* 22. August 1920 in Frankfurt am Main; † 9. Juni 1989 in Kiel) war ein deutscher Schriftsteller. Er schrieb Kurzgeschichten, einen Roman, Fabeln, Tagebücher, Gedichte, Hörspiele, Fernsehspiele und Kinderbücher, die er auch selbst illustrierte. Schnurre gehörte der Gruppe 47 an und las mit Das Begräbnis den ersten Text ihres Gründungstreffens 1947. Zu seinen bekanntesten Werken gehören der „Roman in Geschichten“ Als Vaters Bart noch rot war (1958) und daraus die Kurzgeschichte Jenö war mein Freund sowie die Aufzeichnungen Der Schattenfotograf (1978). Für sein Werk wurde Schnurre mit zahlreichen Preisen ausgezeichnet, unter anderem 1983 mit dem Georg-Büchner-Preis.

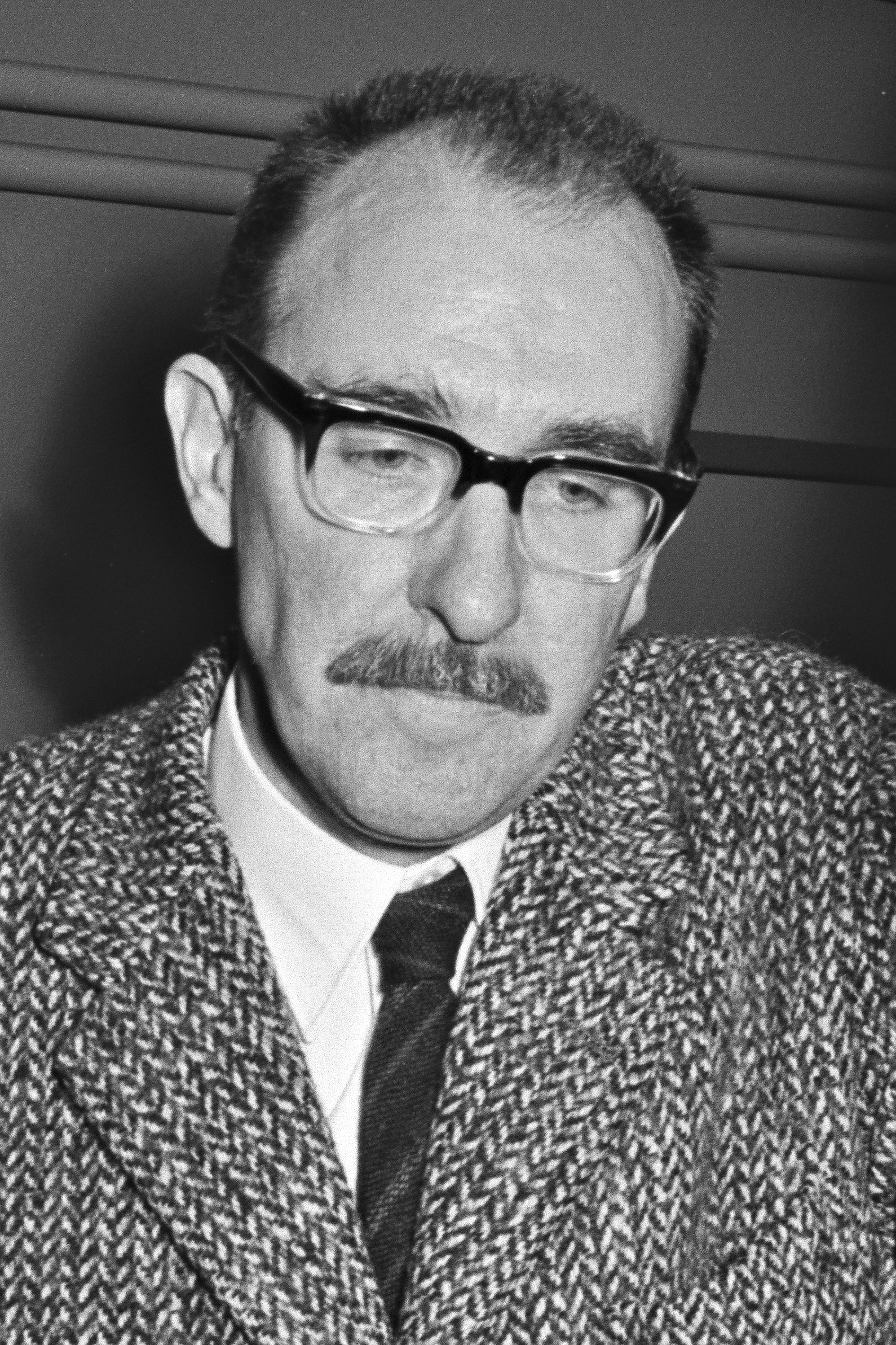
Wolfdietrich Schnurre bei einer Lesung in Rendsburg, 1967

## Leben

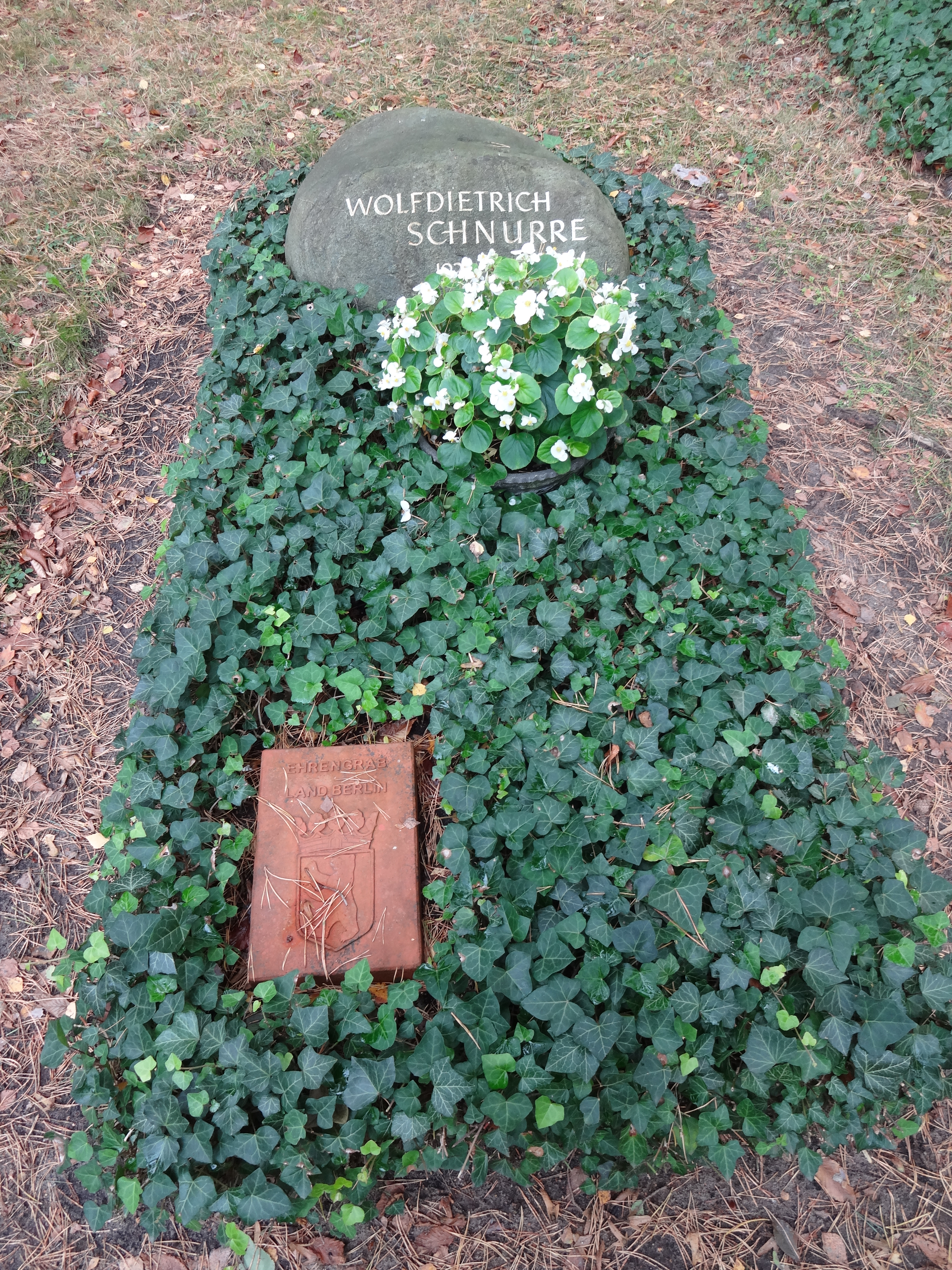
Grabstätte

Wolfdietrich Schnurre war der Sohn von Otto Schnurre (1894–1979), einem Bibliothekar und Ornithologen aus dem Umfeld von Oskar Heinroth. Er verbrachte die ersten Jahre seines Lebens in Frankfurt am Main. 1928 zog er mit seinem Vater nach Berlin, wo er eine sozialistische Volksschule und danach ab 1935 ein humanistisches Gymnasium besuchte.
Von 1939 bis 1945 nahm er als Soldat am Zweiten Weltkrieg teil. Aus seiner ersten Ehe mit Edith Ulivelli (auch: Ulli Benning, später: Esther Dayan-Ulivelli) ging der spätere Autor und Regisseur Rainer Schnurre (* 1945) hervor. Nach Kriegsende kehrte Wolfdietrich Schnurre aus Westfalen, wohin er im April 1945 geflohen war, nach Berlin zurück. Anfangs lebte er in Ost-Berlin und wurde zunächst Redaktionsvolontär beim Ullstein-Verlag. Nach dem Verbot des sowjetischen Kulturoffiziers, in westlichen Zeitschriften zu publizieren, wechselte er 1946 nach West-Berlin. In den folgenden Jahren arbeitete er als Theater- und Filmkritiker für die Deutsche Rundschau und andere Berliner Zeitungen.
Schnurre wurde 1947 Mitbegründer der „Gruppe 47“ und Mitglied des P.E.N.-Zentrums der Bundesrepublik Deutschland, aus dem er 1962 aus Protest gegen dessen Schweigen zum Bau der Berliner Mauer austrat. Ab 1950 war er freier Schriftsteller. 1964 erkrankte Schnurre an einer schweren Polyneuritis. 1965 nahm sich seine Ehefrau Eva (Eva Renata Schnurre geb. Mertz, geb. 25. September 1929 in Berlin-Wannsee; gest. 20. Dezember 1965 in Berlin-Grunewald) das Leben. 1966 heiratete er die Graphikerin Marina Kamin. Gemeinsam adoptierten sie einen kleinen Jungen. In den letzten Jahren seines Lebens lebte er in Felde in der Nähe von Kiel. Sein Grab auf dem Waldfriedhof Zehlendorf ist seit November 2010 ein Ehrengrab des Landes Berlin.

## Werk
Wolfdietrich Schnurre war ein bedeutender Erzähler der westdeutschen Nachkriegsliteratur. Neben zahlreichen Kurzgeschichten verfasste er Fabeln, Tagebücher, Gedichte, Hörspiele, Fernsehspiele, einen Roman und seit Mitte der 1960er Jahre auch Kinderbücher, die er teilweise selbst illustrierte. Sehr bekannt wurde seine Zigeunergeschichte Jenö war mein Freund von 1958, die das öffentliche Tabu brach, das bis weit in die 1960er in Westdeutschland in Bezug auf den Porajmos herrschte; auch diese hatte er selbst illustriert.
Schnurres bekanntestes Buch Als Vaters Bart noch rot war trug ihm den Ruf eines humorvollen Erzählers ein. Er selbst sah seinen Humor als „Gratwanderung“. Er verstand sich vor allem als engagierter, zeitkritischer, im weitesten Sinn politischer Autor und wurde auch von Kritikern so wahrgenommen. Marcel Reich-Ranicki nannte ihn einen „militanten Kauz“ und „Ruhestörer“. Bereits das 1953 erschienene fiktive Tagebuch Sternstaub und Sänfte. Aufzeichnungen des Pudels Ali enthält Spitzen gegen restaurative Tendenzen der Adenauer-Ära sowie gegen den Literaturbetrieb der frühen Bundesrepublik. In der Eine Chronik untertitelten Parabel-Sammlung Das Los unserer Stadt (1959) verschärfte Schnurre diese Kritik. Seiner Besorgnis über die Wiederbewaffnung der Bundesrepublik gab er unter anderem in der Kurzgeschichte Das Manöver Ausdruck. Eine erste Bilanz seines Lebens und Schreibens zog Schnurre in dem Aufzeichnungsband Der Schattenfotograf, der ein Verkaufserfolg wurde. Neben Lebenserinnerungen enthält dieser Band Aphorismen, Erzählfragmente, Notizen zu Lektüren und poetologische Reflexionen. Während Schnurre an diesem Buch schrieb, verfasste er auch die Dialogsammlung Ich brauch dich, in der er vollständig auf eine Erzählinstanz verzichtete und nur die Figuren sprechen ließ. Nach jahrzehntelanger Beschäftigung mit dem Judentum und der deutschen Schuld gegenüber den Juden veröffentlichte Schnurre 1981 den umfangreichen und vielschichtigen Roman Ein Unglücksfall, mit dem er das Thema „der mißglückten deutsch-jüdischen Symbiose“ bearbeitete. Jüdisches Leben im zeitgenössischen (West-)Berlin porträtierte die 1985 ausgestrahlte 13-teilige Fernsehserie Levin und Gutman, für die Schnurre das Drehbuch geschrieben hatte.
Schnurre, seit 1959 Mitglied der Deutschen Akademie für Sprache und Dichtung in Darmstadt, erhielt 1958 den Preis der Jungen Generation des Berliner Kunstpreises, 1959 den Immermann-Preis, 1962 den Georg-Mackensen-Literaturpreis, 1981 das Bundesverdienstkreuz, 1982 den Literaturpreis der Stadt Köln, 1983 den Georg-Büchner-Preis und 1989 posthum den Kulturpreis der Stadt Kiel.
Seine Kurzgeschichte Das Begräbnis war der erste Text, der beim Gründungstreffen der Gruppe 47 im September 1947 am Bannwaldsee gelesen wurde. Denselben Text las Schnurre noch einmal im September 1977 in Saulgau zum Abschluss einer Wiederbegegnung der inzwischen inaktiven Gruppe.

## Werke
- Das Begräbnis. 1946
- An die Harfner. 1948
- Reusenheben. 1949
- Rettung des deutschen Films. Stuttgart 1950
- Die Rohrdommel ruft jeden Tag. Witten 1950
- Das Manöver. 1952
- Sternstaub und Sänfte. Berlin-Grunewald 1953
- Die Blumen des Herrn Albin. Frankfurt 1955
- Kassiber. Frankfurt 1956
  - darin: Kulisse
- Abendländler. München 1957
- Ein folgenschwerer Unglücksfall, 1957
- Protest im Parterre. München 1957
- Als Vaters Bart noch rot war. Zürich 1958
  - darin: Jenö war mein Freund.
- Barfussgeschöpfe. Steinklopfer, Fürstenfeldbruck 1958
- Eine Rechnung, die nicht aufgeht. Olten 1958
- Anaximanders Ende. Berlin 1958
- Der Verrat. 1958
- Steppenkopp. Stierstadt 1958
- Die Zwerge. 1958
- Die Flucht nach Ägypten. 1958
  - darin: Die Leihgabe.
- Das Los unserer Stadt. Walter, Olten 1959
- Man sollte dagegen sein. Olten 1960
  - darin: Die Rückkehr.
- Die Aufzeichnungen des Pudels Ali. Walter Verlag, Olten 1962
- Berlin – eine Stadt wird geteilt. Olten 1962
- Die Mauer des 13. August. Berlin 1962
- Funke im Reisig. Olten 1963
  - Neuauflage: Berlin Verlag 2010, ISBN 978-3-8270-0938-8.
- Die Gläsernen. Paderborn 1963
- Ohne Einsatz kein Spiel. Olten 1964
- Schreibtisch unter freiem Himmel. Olten 1964
- Die Tat. Lübeck 1964
- Kalünz ist keine Insel. Zürich 1965
- Die Erzählungen. Olten 1966
- Das Schwein, das zurückkam. Zürich 1967
- Spreezimmer möbliert. München 1967
- Was ich für mein Leben gern tue. Neuwied 1967
- Die Zwengel. Baden-Baden 1967
- Rapport des Verschonten. Zürich 1968
- Ein Schneemann für den großen Bruder. München 1969 (mit Marina Schnurre)
- Gocko. München 1970 (mit Marina Schnurre)
- Richard kehrt zurück. Zürich 1970
- Die Sache mit den Meerschweinchen. Recklinghausen 1970 (mit Marina Schnurre)
- Schnurre heiter. Olten 1970
- Die Wandlung des Hippipotamos. Reutlingen 1970
- Immer mehr Meerschweinchen. Recklinghausen 1971 (mit Marina Schnurre)
- Der Spatz in der Hand. München 1971
- Wie der Koala-Bär wieder lachen lernte. Zürich 1971 (mit Marina Schnurre)
- Der Meerschweinchendieb. Recklinghausen 1972
- Ich frag ja bloß. München 1973
- Schnurren und Murren. Recklinghausen 1974
- Der wahre Noah. Zürich 1974
- Eine schwierige Reparatur. Düsseldorf  1976
- Ich brauch dich. München 1976
- Klopfzeichen. Gütersloh 1978
- Der Schattenfotograf. Roman, München 1978
  - Neuauflage: Berlin Verlag, 2010, ISBN 978-3-8270-0931-9.
- Erfülltes Dasein. Düsseldorf 1979
- Kassiber und neue Gedichte. München 1979
- Ein Unglücksfall. München 1981
- Gelernt ist gelernt. Frankfurt 1984
- Emil und die Direktiven. Frankfurt 1985
- Mein Leben als Zeitgenosse. Stuttgart 1987
- Zigeunerballade. Berlin 1988
- Weihnachts-Schnurren. Leipzig 1988
- Verkehrszeichen. Bamberg 1991 (mit Werner Kohn)
- Als Vater sich den Bart abnahm. Berlin 1995
- Die Prinzessin kommt um vier. Berlin 2000 (mit Rotraut Susanne Berner)
- Kasimir hat einen Vogel. Berlin 2000 (mit Manfred Bofinger)
- Doddlmoddl. Berlin 2003 (mit Egbert Herfurth)
- Die Maus im Porzellanladen. Berlin 2003
- Dreimal zur Welt gekommen. Ausgewählte Erzählungen. Herausgegeben von Marina Schnurre und Fritz Bremer, mit einem Vorwort von Günter Kunert, Paranus Verlag, Neumünster 2008, ISBN 978-3-940636-01-0.
- Die besten Geschenke der Welt. Eine Weihnachtsgeschichte. Bloomsbury, Berlin 2010, ISBN 978-3-8270-5420-3.